# Suzanna (schip, 1968)
De reddingboot Suzanna is een van de vijf zelfrichtende schepen van het type Carlot. Het schip is gebouwd in 1968 in opdracht van de KNZHRM (in 2010 nog bestaand als de KNRM). De boot heeft een lengte van 20,37m, breedte van 4,15 m, een diepgang van 1,40m en een waterverplaatsing van 53 ton. 
Het schip wordt voortgedreven door twee 8 cilinder Kromhout TS motoren van elk 140 pk.
De Suzanna heeft gestationeerd gelegen in Den Helder van 1968 tot 1998 en op IJsland van 
1998 tot 2008. De boot wordt door de KNRM in de wintermaanden weer ingezet als reddingboot te Lauwersoog. In de zomermaanden wordt de boot gebruikt voor promotie van het waddengebied en de KNRM. ook worden er asverstrooiingen mee gedaan.
De thuishaven is Lauwersoog en de boot wordt bemand door vrijwilligers.